# Acronicta semiconfluens
Acronicta semiconfluens là một loài bướm đêm trong họ Noctuidae.